# Opera window

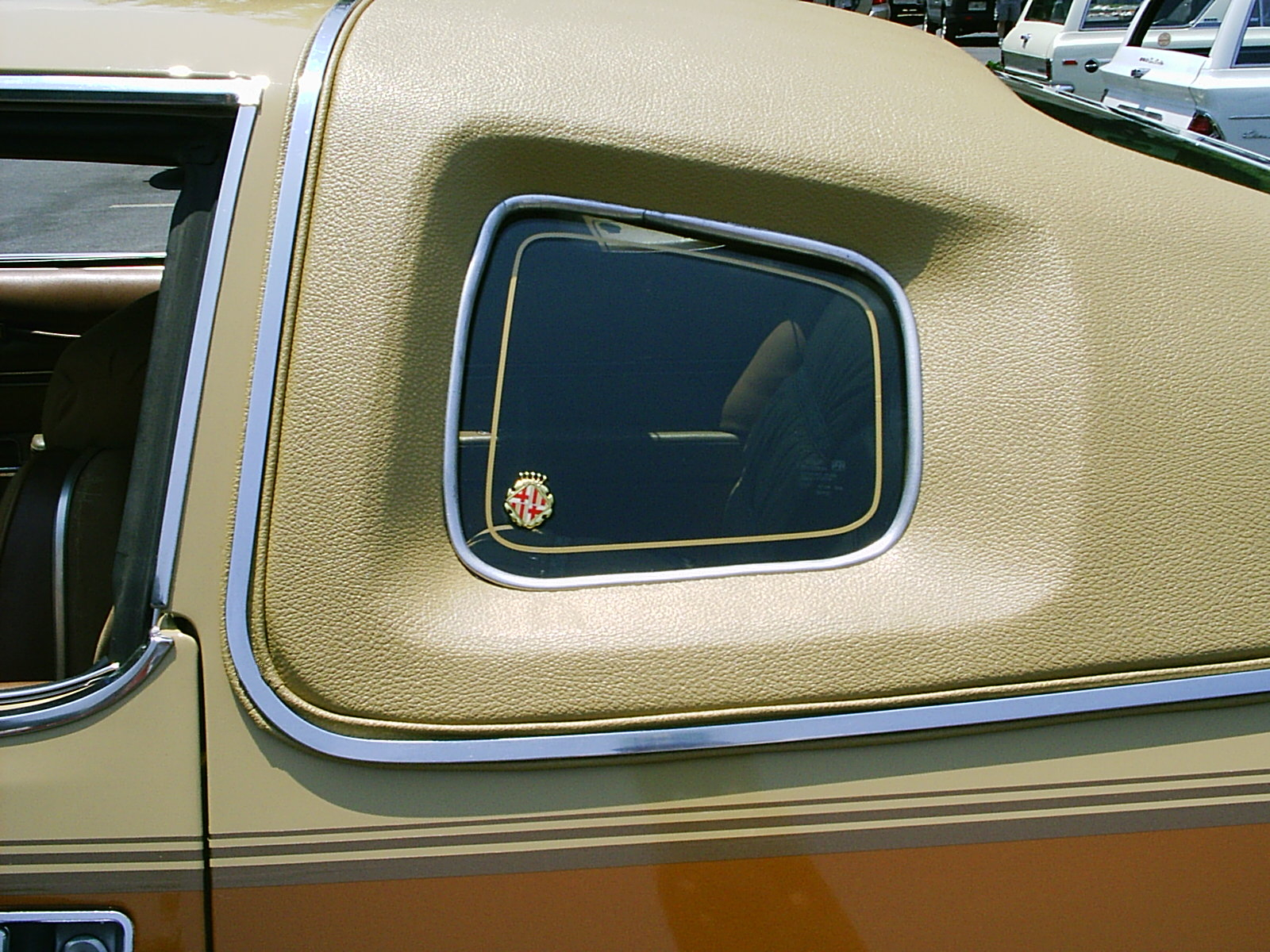
Esempio di opera Window

Con opera window si intendono dei piccoli finestrini a forma di oblò che vengono inseriti nei montanti posteriori di alcune automobili di costruzione nordamericana.
L'opera window era un finestrino posteriore che non poteva essere aperto e che era circondato dal vinile del tetto; esso rappresentava una caratteristica molto comune delle autovetture degli anni settanta. In quel periodo questo design era nuovo e si dimostrò molto popolare tanto che venne imitato da quasi ogni costruttore statunitense.
Il nome, di evidente riferimento italiano, deriva dal fatto che i designer automobilistici ritenevano che questo caratteristico dettaglio potesse servire come riferimento di marketing che evocasse nei consumatori "il ricordo di eleganza e romanticismo di una serata all'opera".

## Storia
Questo elemento venne usato durante l'epoca d'oro dello stile automobilistico. Per esempio la Elcar nel 1924 adottava il tetto in tela nello stile di una Broughham, con un'opera window nel telaio stile landau.

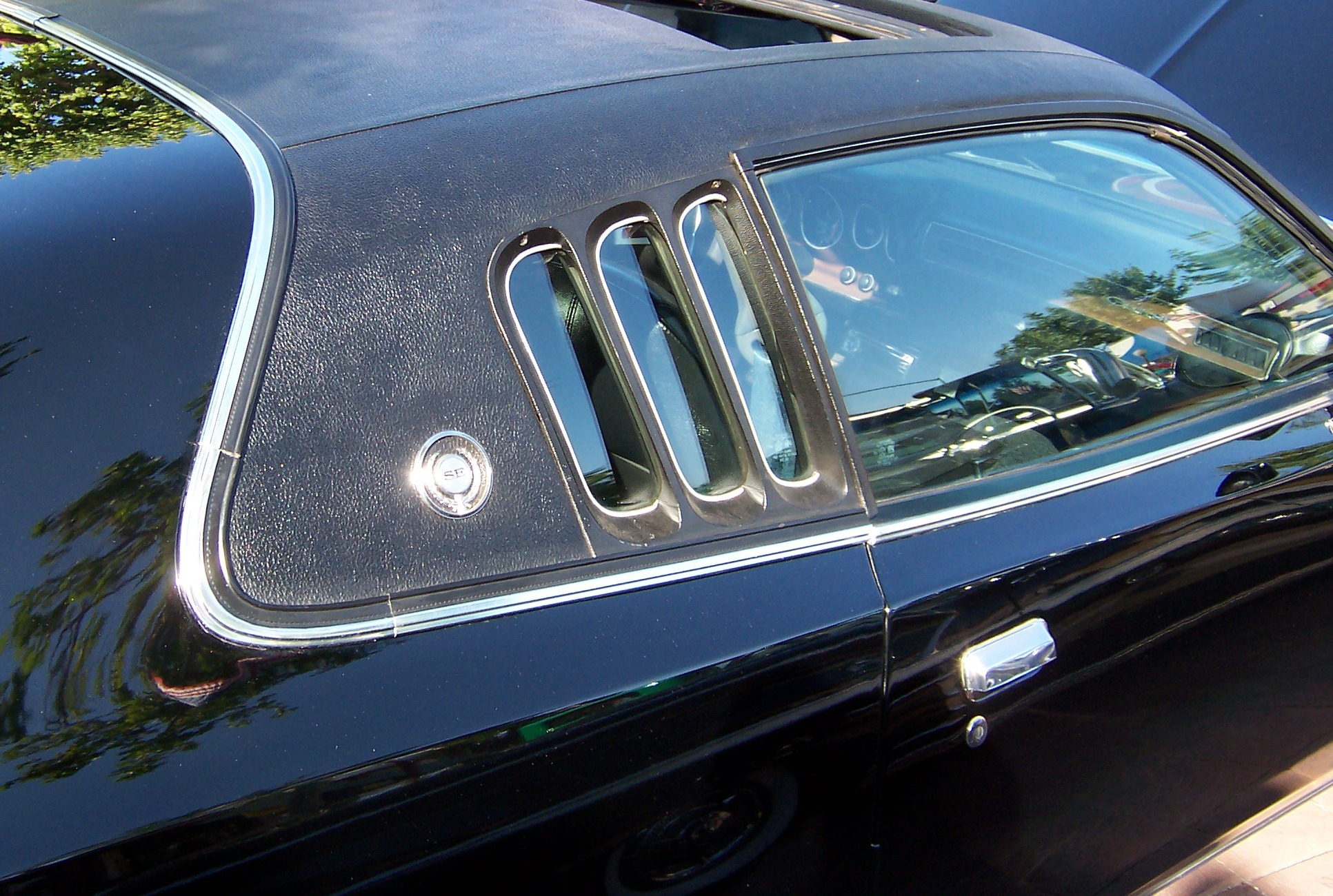
Altro esempio di opera window (Dodge Charger)

Forse il più importante ritorno furono gli oblò che venivano montati nella Ford Thunderbird dal 1956-1957. Veniva fornita come optional in modo da migliorare la visibilità verso gli angoli posteriori quando veniva montato il tetto rigido. L'Opera window venne introdotto di nuovo come opzione di lusso con la Lincoln Continental Mark IV del 1972 e quasi ogni vettura ne venne dotata.
Durante gli anni settanta divenne un elemento di design molto comune, montato sui modelli a due porte dotati di tetto rigido e coupé come in altri modelli, dalle compatte economiche ai marchi di lusso. Questi erano anche degli elementi di riconoscimento nel mercato specializzato della personalizzazione delle vetture, fiorente negli Stati Uniti.
Tecnicamente,  finestrini erano pensati per eliminare il rilevante punto cieco che si veniva a creare con il grande montante posteriore che era caratteristico delle vetture americane del periodo. Anche Opera window stretti aiutavano la visibilità posteriore. In un'epoca nella quale le dimensioni diminuivano mentre aumentava la diffusione su modelli due porte, l'uso dei finestrini posteriori fissi, i piccoli Opera window, aiutava a ridurre la sensazione di claustrofobia dei passeggeri sui sedili posteriori.
Nel caso della vettura da competizione AMC Matador i piccoli finestrini erano compresi nel pacchetto di allestimento Barcelona II che permetteva di avere un'aerodinamica più pulita quando questi venivano aperti dal vento durante le gare.
In alcuni casi veniva anche aggiunta un'ulteriore caratteristica, le cosiddette Opera light, che venivano montate sulla parte esterna del montante centrale o posteriore e che si accendevano quando venivano azionate le luci esterne; opzioni del genere erano adottate dalle Lincoln Town Car degli anni ottanta, dalla Mercury Grand Marquis del 1979-91, o da modelli di fascia alta della Oldsmobile 88 prodotti tra il 1988 e il 1990.
I finestrini Opera window sono caduti in disuso durante la metà degli anni ottanta, con il cambiare dello stile automobilistico verso un più deciso stile notchback. Vetture più piccole e aerodinamiche hanno fatto apparire gli Opera window fuori posto o obsoleti.